# Traverse Mountains
Traverse Mountains är ett berg i Antarktis. Det ligger i Västantarktis. Argentina, Chile och Storbritannien gör anspråk på området. Toppen på Traverse Mountains är 1 550 meter över havet.
Terrängen runt Traverse Mountains är huvudsakligen lite kuperad. Trakten är obefolkad. Det finns inga samhällen i närheten. 